# Needles
Needles é uma cidade localizada no estado americano da Califórnia, no condado de San Bernardino. Foi incorporada em 30 de outubro de 1913.

## Geografia
De acordo com o United States Census Bureau, a cidade tem uma área de 81 km², onde 79,8 km² estão cobertos por terra e 1,2 km² por água.

### Localidades na vizinhança
O diagrama seguinte representa as localidades num raio de 32 km ao redor de Needles.

## Demografia
Segundo o censo nacional de 2010, a sua população é de 4 844 habitantes e sua densidade populacional é de 60,70 hab/km². É a cidade menos populosa do condado de San Bernardino. Possui 2 895 residências, que resulta em uma densidade de 36,28 residências/km².